# Ункарина
Ункарините (Uncarina) са род растения от семейство Сусамови (Pedaliaceae).
Таксонът е описан за пръв път от австрийския ботаник Ото Щапф.

## Видове
- Uncarina abbreviata
- Uncarina ankaranensis
- Uncarina decaryi
- Uncarina dimidiata
- Uncarina grandidieri
- Uncarina ihlenfeldtiana
- Uncarina leandrii
- Uncarina leptocarpa
- Uncarina peltata
- Uncarina perrieri
- Uncarina platycarpa
- Uncarina roeoesliana
- Uncarina sakalava
- Uncarina stellulifera
- Uncarina turicana